# Romana Zienertová
Romana Zienertová (* 1975) je česká masová vražedkyně, která zabila své čtyři děti.

## Vraždy
Ve svém bydlišti v Širokém Dole v okrese Svitavy, kam se přistěhovala jen několik dní před spácháním svého činu, se 2. září 2011 pokusila o takzvanou rozšířenou sebevraždu. S partnerem Jaroslavem měla dceru Romanu († 2 měsíce) a z předchozích vztahů děti Lukáše († 2 roky), Elišku († 4 roky) a Davida († 8 let). Třem mladším dětem nožem podřezala krk a zápěstí, nejstaršího Davida udusila polštářem. Po činu chtěla spáchat sebevraždu oběšením a podřezáním žil, ale díky rychlému příjezdu policejní hlídky, kterou zavolal její přítel, jí bylo v sebevraždě zabráněno. Podle svědků se o děti starala vzorně.
U soudu tvrdila, že si nepamatuje nic z vraždy ani z toho, co bylo předtím. U soudu neprojevovala emoce; žádnou lítost neprojevila, ani když byl přehráván videozáznam z místa činu. Podle posudků znalců z psychiatrie a psychologie netrpí duševní poruchou a ztrátu paměti předstírá.
Krajským soudem v Hradci Králové byla 11. května 2012 uznána vinnou a odsouzena na doživotí. Po vyhlášení verdiktu žena zkolabovala, a protože by se za této okolnosti proti rozsudku případně nemohla odvolat, bylo pokračování nařízeno na 30. května téhož roku. Po vynesení rozsudku a po poradě s právníkem se odvolala k vrchnímu soudu v Praze. Ten jí 19. září 2012 trest doživotí potvrdil. K výkonu trestu nastoupila do věznice v Opavě.